# Носток
Носто́к (лат. Nostoc) — род цианобактерий порядка Ностоковые (Nostocales). Представители рода распространены в почве, на дне пресных водоёмов, реже в морях. Они также растут в качестве симбионта в лишайниках и в некоторых высших растениях.

## Описание
Бактерии содержат фотосинтезирующий пигмент в цитоплазме. Формируют цепочки колоний. Колонии ностока бывают разных размеров — от микроскопически малых до больших (размером с горошину или сливу), иногда до 30 см в диаметре, округлой или эллипсообразной формы. Слизистые или студенистые влагалища мешковидные, очень набухшие и сливаются в общую слизистую массу. В ней содержатся ламеллярно-изогнутые, покрученные нити, образованные, в основном, одинаковыми по размерам клетками.
Более крупные по размерам клетки с двухконтурной оболочкой — гетероцисты. По этим клеткам больше всего разрываются нити на гормогонии. Бывает и спорообразование, при котором многие клетки или все вегетативные клетки превращаются в споры, немного отличающиеся от них формой и размером.

## Жизненный цикл
Земляные бактерии после дождя формируют желеобразную массу, видимую невооруженным глазом.

## Распространение и среда обитания
Бактерии найдены в земле, на мокрых камнях, на дне водоёмов (соленых и пресных) и в симбиозе с растениями рода Gunnera, антоцеротовидными мхами, лишайниками рода Nephroma, а также Leptogium imbricatum и Leptogium schraderi.

## Виды

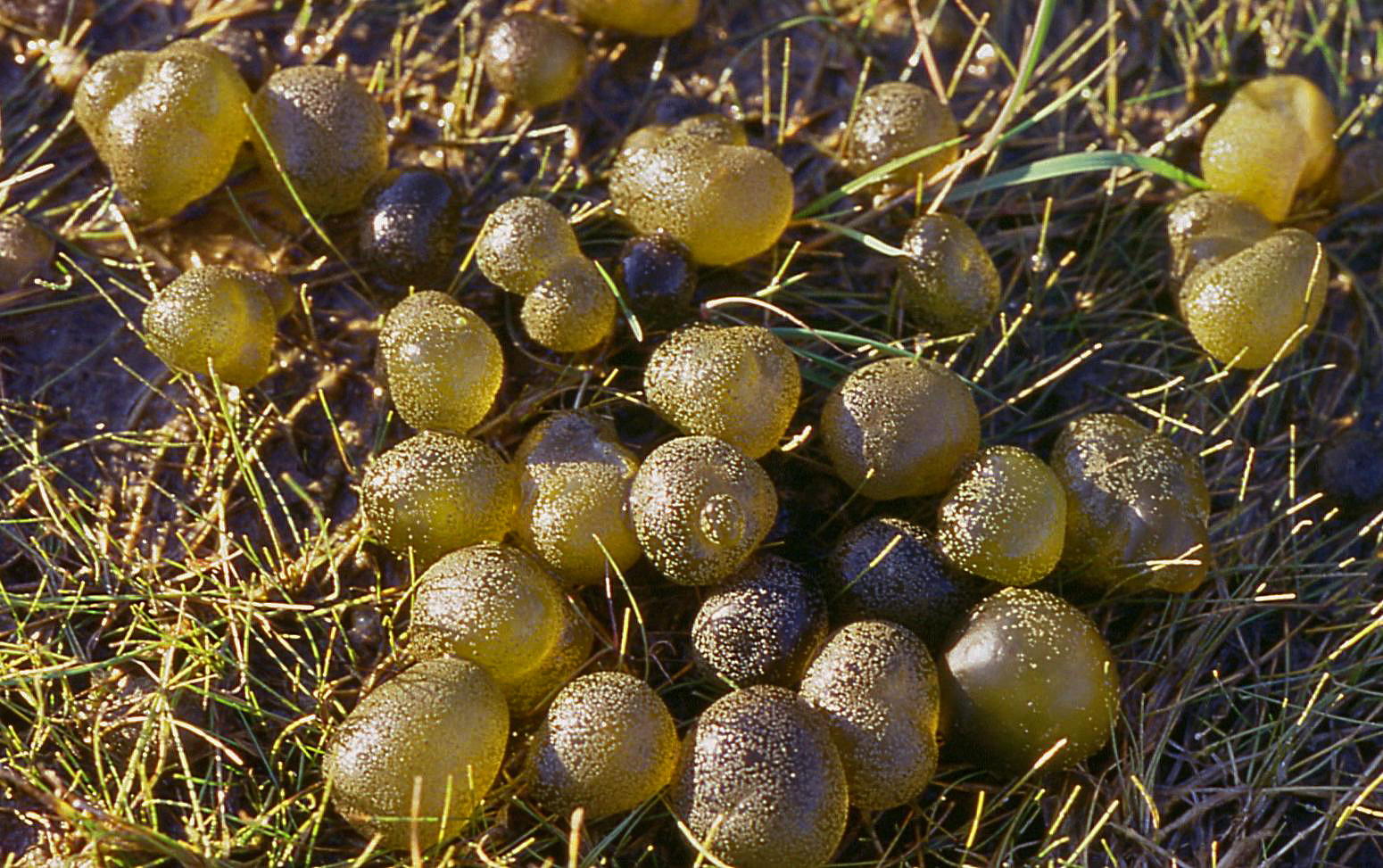
Nostoc pruniforme C. Agardh

- Nostoc azollae
- Nostoc caeruleum
- Nostoc carneum
- Nostoc comminutum
- Nostoc commune — Носток обыкновенный
- Nostoc ellipsosporum
- Nostoc flagelliforme — Носток войлочный
- Nostoc linckia
- Nostoc longstaffi
- Nostoc microscopicum
- Nostoc muscorum
- Nostoc paludosum
- Nostoc pruniforme — Носток сливообразный
- Nostoc punctiforme
- Nostoc sphaericum
- Nostoc sphaeroides
- Nostoc spongiaeforme
- Nostoc verrucosum

### Научные ссылки
- Ссылки на PubMed для Nostoc
- Ссылки на PubMed Central для Nostoc
- Ссылки на Google Scholar для Nostoc

### Научные базы данных
- Искать таксономию в NCBI для Nostoc
- Искать в Tree of Life таксономию для Nostoc
- Искать в Species2000 страницы о Nostoc
- Страница в MicrobeWiki о Nostoc